# 조선학회
조선학회(朝鮮学会 쵸센갓카이[*])는 쇼와 25년인 서기 1950년 10월에 나카야마 쇼젠(일본어: 中山正善)이 한국과 한국 각지의 언어, 종교, 문화, 역사를 연구하는 학회로서 일본 나라현 덴리시에 위치한 덴리 대학을 본거지로 설립되었다. 조선을 연구하는 학회로는 일본에서 최초로 결성된 학회이다. 학회지로서 『朝鮮学報』를 계간으로 발행하고 회원은 700여 인이다.